# パフィオペディルム・サンデリアヌム
パフィオペディルム・サンデリアヌム（学名：Paphiopedilum sanderianum）は、ラン科の植物で、カリマンタン島北西部のムル山の固有種。別名はオバケトキワラン（お化け常盤蘭）。

## 概説
大型種で、温暖から高温の地域で生育し、カリマンタン島の岩生植物である。成体は2-5個の赤みを帯びた茶色の花を幅7–10センチメートルで同時に開花させる。側花弁は淡黄色に暗紫紅色を帯び、リボンのようによじれ、数十センチメートルほど垂れる。各個体は4-5枚の光沢を帯びた淡緑色の葉をつけ、その葉は長さ45センチメートル、幅4–6センチメートルである。花の寿命は5–7週間である。染色体数は2n=26。
種小名のsanderianumは、ヘンリー・フレデリック・コンラッド・サンダーにちなむ。

## 経緯など
最初の発見は、1885年にヘンリー・フレデリック・コンラッド・サンダーの収集家仲間であるJ.フェルスターマン（J. Foerstermann）によって成され、時に1メートル超にもなる花弁の長さゆえに著名となった。この花弁の長さは、ラン科のみならず、すべての花の中で最長である。その後、多くの交配で親種として利用されてきたが、その雑種は1つとして親のような異常な長さの花弁に成長する種はなかった。20世紀に入ってすぐに、栽培株が失われ、野生個体群も絶滅したと考えられたが、1978年にイワン・ニールソン（Ivan Nielson）に再発見された。野生の個体群は、グヌン・ムル国立公園で保護されている。

## 生育環境
非耐寒性常緑多年草。グヌン・ムル国立公園周辺に分布し、標高は100–500メートル、開花の時期は4月から6月である。急峻な苦灰岩質の石灰岩岩峰の頂上付近でみられ、生育環境の平均気温は22-25°Cである。適度な深い影で、石灰質のpH 7.3-7.5でコケや落ち葉、根が岩に付着した環境を好む。通年で多くの降雨が必要である。